# 普天间
普天間（日语：／ Futemma、琉球語：／ ）是日本沖繩縣宜野湾市的地名。郵政編碼為〒901-2202。普天間位於宜野灣市東北部，琉球國時代為普天間村，屬宜野灣間切。現時為宜野湾市的行政、商業中心，也是普天间航空基地所在地。